# Charité

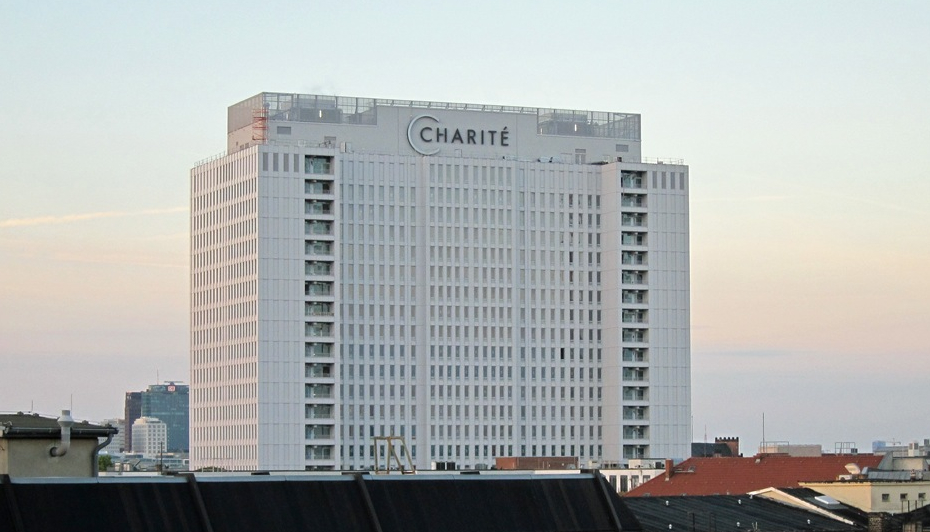
Campus Mitte (từ đỉnh tòa nhà Reichstag)

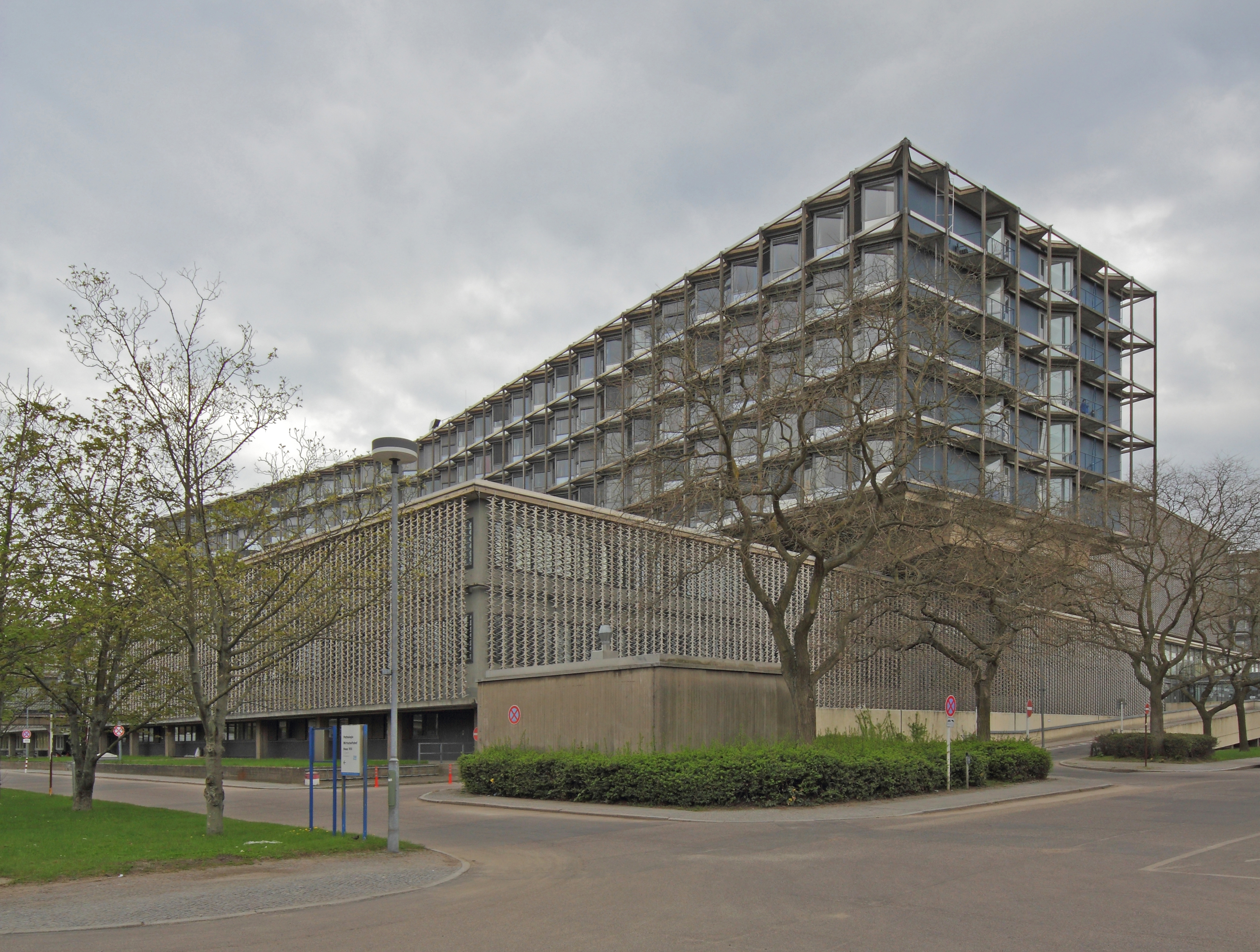
Khu trường sở Benjamin Franklin

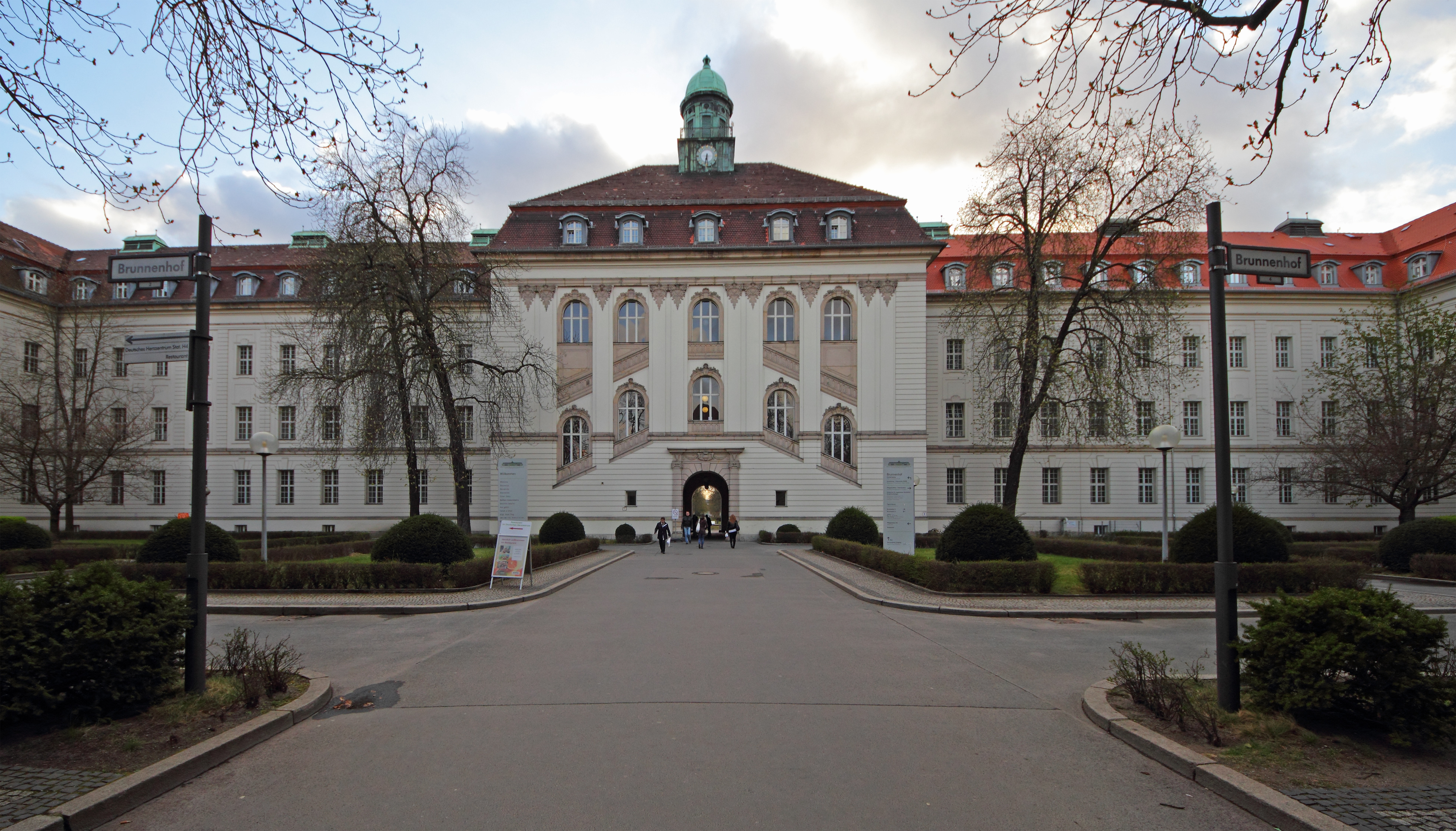
Campus Virchow Klinikum, Trung tâm khoa Tim

Bốn khu trường sở ở Berlin

Charité - Đại học Y khoa Berlin (tiếng Đức: Charité - Universitätsmedizin Berlin) là một bệnh viện kiêm trường Y học của cả Đại học Humboldt Berlin lẫn Đại học Tự do Berlin. Sau khi hợp nhất với khu trường sở thứ tư vào năm 2003, Charité là một trong số các bệnh viện đại học lớn nhất châu Âu.

## Lịch sử
Theo lệnh của vua Frederick I của Phổ ngày 14.11.1709, bệnh viện này được khởi sự thành lập năm 1710 ở khu tường thành phía bắc thành phố Berlin nhằm đón trước trận bùng nổ bệnh dịch hạch đã làm giảm số dân của Đông Phổ. Sau khi trận dịch nói trên không đụng tới thành phố, thì bệnh viện được sử dụng như một bệnh viện từ thiện dành cho các người nghèo. Ngày 9.1.1727 Frederick William I của Phổ đặt tên bệnh viện là Charité, tức là "lòng từ thiện". Việc xây dựng một anatomical theatre năm 1713 đánh dấu sự khởi đầu của trường Y học, thời đó do collegium medico-chirurgicum của Viện Hàn lâm Khoa học Phổ (Preußische Akademie der Wissenschaften) giám sát. Năm 1795 thiết lập trường Pépinière (trường bồi dưỡng) để đào tạo các "y tá quân đội".
Sau khi Đại học Berlin (nay là Đại học Humboldt Berlin) được thành lập năm 1810, thì khoa trưởng trường Y học Christoph Wilhelm Hufeland sáp nhập Charité dùng làm bệnh viện dạy học năm 1828. Rudolf Virchow - từng là sinh viên trường Pépinière - làm trợ lý giải phẫu cho nhà giải phẫu Robert Froriep ở đây và năm 1856 trở thành giám đốc của viện bệnh lý học mới được thành lập, nơi ông triển khai lý thuyết sinh học tế bào của mình.
Sau khi chia cắt thành phố Berlin năm 1949, Charité ở Mitte nắm giữ bệnh viện chính của Đông Berlin sáp nhập với Đại học Humboldt Berlin, trong khi Đại học Tự do Berlin (Freie Universität Berlin) của Tây Berlin nắm giữ Klinikum Steglitz được dựng lên năm 1968, được sự ủng hộ của Quỹ Benjamin Franklin (Hoa Kỳ) của Eleanor Lansing Dulles. Năm 1986 bệnh viện Rudolf Virchow của thành phố trở thành trường Y học thứ hai của Đại học Tự do Berlin. Sau khi tái thống nhất nước Đức, thành phố Berlin có 3 bệnh viện đại học, cuối cùng tất cả đều hợp nhất thành các cơ sở của Charité vào năm 2003. Việc tổ chức lại vẫn đang tiến hành.

## Các nhân vật nổi tiếng
Nhiều nhà khoa học và thầy thuốc nổi tiếng đã học tập hoặc làm việc ở Charité. Trong số đó có:
- Selmar Aschheim – bác sĩ phụ khoa

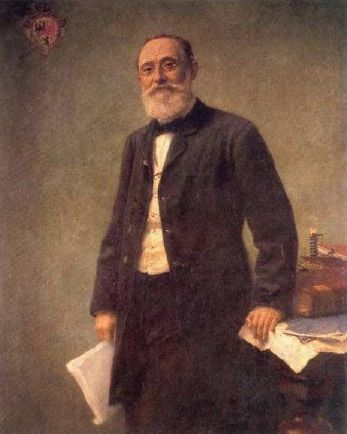
Rudolph Virchow, tranh của Hugo Vogel

- Heinrich Adolf von Bardeleben – bác sĩ giải phẫu
- Emil Adolf von Behring – nhà sinh học (giải Nobel Sinh lý và Y khoa năm 1901)
- August Bier – bác sĩ giải phẫu
- Theodor Billroth – bác sĩ giải phẫu
- Ernst Boris Chain – nhà hóa sinh (giải Nobel Sinh lý và Y khoa năm 1945)
- Johann Friedrich Dieffenbach – bác sĩ giải phẫu
- Paul Ehrlich – nhà miễn dịch học (giải Nobel Sinh lý và Y khoa năm 1908)
- Hermann Emil Fischer – nhà hóa học (giải Nobel Hóa học năm 1902)
- Werner Forssmann – thầy thuốc
- Friedrich Theodor von Frerichs – nhà bệnh lý học
- Robert Froriep – nhà giải phẫu học
- Wilhelm Griesinger – bác sĩ tâm thần và bác sĩ thần kinh
- Hermann von Helmholtz – thầy thuốc và nhà vật lý học
- Friedrich Gustav Jakob Henle – thầy thuốc, nhà bệnh lý học và nhà giải phẫu học
- Otto Heubner – thầy thuốc khoa nhi
- Robert Koch – thầy thuốc (giải Nobel Sinh lý và Y khoa năm 1905)
- Albrecht Kossel – thầy thuốc (giải Nobel Sinh lý và Y khoa năm 1910)
- Friedrich Kraus – bác sĩ nội khoa
- Sir Hans Adolf Krebs – thầy thuốc và nhà hóa sinh (giải Nobel Sinh lý và Y khoa năm 1953)
- Bernhard von Langenbeck – bác sĩ giải phẫu
- Fritz Albert Lipmann – nhà hóa sinh (giải Nobel Sinh lý và Y khoa năm 1953)
- Leonor Michaelis – thầy thuốc và nhà hóa sinh
- Hermann Oppenheim – bác sĩ thần kinh
- Samuel Mitja Rapoport – thầy thuốc
- Doreen Rosenstrauch – thầy thuốc
- Ferdinand Sauerbruch – bác sĩ giải phẫu
- Curt Schimmelbusch – thầy thuốc và nhà bệnh lý học
- Johann Lukas Schönlein – thầy thuốc và nhà bệnh lý học
- Theodor Schwann – nhà động vật học
- Hans Spemann – nhà phôi học (giải Nobel Sinh lý và Y khoa năm 1935)
- Ludwig Traube – thầy thuốc và nhà bệnh lý học
- Rudolf Virchow – thầy thuốc và nhà bệnh lý học
- Otto Heinrich Warburg – nhà Sinh lý học (giải Nobel Sinh lý và Y khoa năm 1931)
- August von Wassermann – nhà vi khuẩn học
- Caspar Friedrich Wolff – nhà Sinh lý học
- Bernhard Zondek – nhà nội tiết học

## Charité ngày nay
Ngày nay, Charité có 7.500 sinh viên. Bệnh viện chữa trị 1.080.000 bệnh nhân ngoại trú và 128.000 bệnh nhân nội trú hàng năm trong 3.500 giường bệnh. Có 14.400 nhân viên làm việc trong 4 địa điểm ở Berlin:
- Khu trường sở Charité Mitte (CCM) ở Berlin-Mitte
- Khu trường sở Benjamin Franklin (CBF) ở Berlin-Lichterfelde (trước kia là Klinikum Steglitz)
- Khu trường sở Virchow Klinikum (CVK) ở Berlin-Wedding
- Khu trường sở Berlin Buch (CBB) ở Berlin-Buch

Nói một cách chính xác, các địa điểm ở Mitte, Lichterfelde và Wedding là những trung tâm Y học độc lập, mỗi nơi tự chữa trị cho các bệnh nhân của mình bằng thuốc men và phương pháp chữa trị hiện đại. Tuy nhiên, sáp nhập với Deutsche Forschungsgemeinschaft (Quỹ nghiên cứu Đức) và Helmholtz-Gemeinschaft Deutscher Forschungszentren (Hiệp hội các trung tâm nghiên cứu Đức Helmholtz), việc nghiên cứu chuyên môn và liệu pháp chữa trị tập trung vào Deutsches Herzzentrum Berlin (DHZB) (Trung tâm khoa bệnh tim Đức ở Berlin) tại khu trường sở Virchow Klinikum, Trung tâm Y học không gian tại khu trường sở Benjamin Franklin, "German Rheumatology Research Center" (Trung tâm nghiên cứu bệnh thấp khớp Đức) tại khu trường sở Charité Mitte, và "Trung tâm Phân tử và Khoa bệnh tim lâm sàng" (Center for Molecular and Clinical Cardiology) tại khu trường sở Berlin Buch. Trung tâm khoa bệnh tim (DHZB) có chương trình cấy ghép tim lớn nhất Đức và – sau London cùng Paris – lớn thứ ba trên thế giới.